# Katrin Dekoninck
Katrin Dekoninck (Mol, 1971) is een Belgische multimediale kunstenares. In haar werk staan de mens en zijn emoties centraal. Dekoninck maakte onder meer het beeldhouwwerk Identiteit, dat aan journalist Martine Tanghe werd geschonken na de presentatie van haar laatste journaal.

## Leven en werk

### Opleiding
Katrin Dekoninck studeerde schilderen en tekenkunst aan de Koninklijke academie voor Schone Kunsten in Antwerpen. Daarnaast volgde ze gedurende twee jaar een avondopleiding keramiek en beeldhouwkunst. Technische opleidingen volgde ze in Italië en in Amerika bij Beth Cavener Stichter, Alessandro Gallo en Tip Toland.

### Carrière
Aan het begin van haar loopbaan focuste Dekoninck op tekenen en stop-motion animatiefilms. Ze bouwde ook grote installaties met haar tekeningen. Vanuit de behoefte aan modellen begon ze met het boetseren van menselijke figuren in klei. Ze maakt vooral figuratieve sculpturen waarin de menselijke ervaring centraal staat. De beelden tonen de mens in al zijn kwetsbaarheid.
In 2018 stond een werk van Dekoninck op het campagnebeeld van kunstenfestival Watou. Dit beeld werd ook gepubliceerd op een postzegel van bpost. Dichter Bernard Dewulf maakte een gedicht bij de sculptuur in kwestie.
Dekonincks beeldhouwwerk Identiteit werd op 30 november 2020 aan journalist Martine Tanghe geschonken tijdens het presenteren van haar laatste journaal, als trofee voor de grote prijs Jan Wauters.

### Techniek
Steengoedklei wordt eerst geboetseerd op een ijzeren drager. Daarna wordt het in stukken gesneden, die worden uitgehold, nogmaals in stukken gesneden en gebakken. Dan wordt de sculptuur opnieuw samengesteld. Met deze manier van werken kunnen grote beelden gemaakt worden, die niet breken in de oven bij het bakken. Bij deze arbeidsintensieve techniek zijn geen afgietsels mogelijk, waardoor er van elk beeld maar 1 exemplaar bestaat. Sinds 2020 experimenteert Dekoninck ook met nieuwe materialen, waaronder brons.
Het werkproces van Dekoninck werd op film vastgelegd door Alexander Delport. De film werd getoond op de tentoonstelling ‘Tearing Faces’ in Cultuurcentrum ’t Getouw in 2021.

## Expo's en publicaties

### Expo's (selectie)
- 2008 ‘De canvascollectie’, Bozar[9]
- 2010 ‘Digikunst’, Fomu Antwerpen
- 2015, 2017, 2018 Kunstenfestival Watou[6][10][11]
- 2018 ‘Adem’, Pastorij Ressegem, Katrin Dekoninck en Steven Van Der Heyden[12]
- 2019 ‘Oog in oog’, Jakob Smits Museum[13]
- 2020 ‘Beestig?’, Stadsfestival Damme[1]
- 2021 ‘Tearing Faces’, Cultureel centrum ’t Getouw, Mol[8]

### Publicaties (selectie)
- ‘Existentie: Selected Work & Recorded Documents / Labo I II III, VZW Existentie, 2006[14]
- ‘De canvascollectie: Uw kunst in beeld’, Lannoo, Tielt, 2008[9]
- ‘Watou: in de luwte van de tussentijd’, VZW Kunst, 2015[10]
- ‘Watou: over alleenigheid en ondraaglijke eenzaamheid’, VZW Kunst, 2017[11]
- ‘Watou: over het verlangen en de troost’, VZW Kunst, 2018[6]
- Programmaboek ‘Macbeth’, Giuseppe Verdi, Michael Thalheimer in Opera Ballet Vlaanderen, 2019[2]
- ‘Breath’, Katrin Dekoninck en Steven Van Der Heyden, met foto’s van Stef de Belder. Stichting Kunstboek, 2018[15]
- ‘Beestig? Over hellevarkens en andere dieren’, Stichting Ijsberg, 2020[1]
- ‘Hier blijf ik’, Louis Vanvelthoven en Jean Paul Billiau, Lannoo, 2021[16]
- ‘Waarom aandacht de essentie is’, Bieke van Gool, Lannoo, 2021[17]